# St. Laurentius (Niederschlettenbach)
Die Laurentiuskirche ist eine römisch-katholische Kirche in Niederschlettenbach. Sie steht unter Denkmalschutz.

## Lage
Das Bauwerk befindet sich in der örtlichen Kirchstraße im Nordwesten des Siedlungsgebiets und trägt die Hausnummer 10.

## Geschichte
Die gotische Kirche entstand um das Jahr 1220; aus dieser Zeit ist der Chor erhalten. Der Turm kam im 15. Jahrhundert hinzu; er wurde 1952 in einen Neubau einbezogen. Im Kirchhof befindet sich außerdem ein Kreuzsockel aus der Zeit des Barock, der mit der Jahreszahl 1756 bezeichnet ist. Im Turm, der mit einer Sonnenuhr ausgestattet ist, ist außerdem ein römischer Götterstein aus dem zweiten oder dritten Jahrhundert verbaut, der mutmaßlich als Spolie aus dem Vorgängerbau übernommen wurde.
Bis Ende 2015 fungierte sie als Pfarrkirche mit Filialen in Bundenthal und Erlenbach. Seit 2016 bildet sie eine Filiale der in Dahn ansässigen Pfarrei Hl. Petrus.